# Giovanni Agnelli (1921–2003)
Giovanni Agnelli, mer känd som Gianni Agnelli, född 12 mars 1921 nära Turin, Piemonte, död 24 januari 2003 i Turin, Piemonte, var en italiensk industriman och chef för Fiatkoncernen.

## Biografi

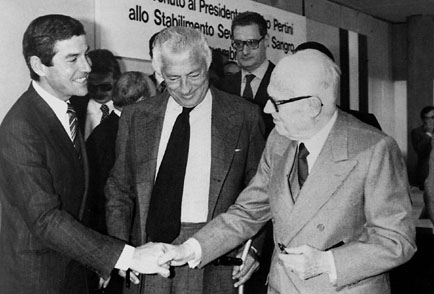
Gianni Agnelli (i mitten) vid ett fabriksbesök 1981 tillsammans med Italiens president Sandro Pertini.

Giovanni Agnelli var son till Edoardo Agnelli (1892–1935) och Virginia Bourbon Del Monte (1899–1945). Han var barnbarn till Fiats grundare Giovanni Agnelli. Agnelli kom att uppfostras av en engelsk guvernant och lärde sig tala engelska felfritt. Efter faderns död 1935 kom han att fostras till att ta över Fiat av farfadern. Han studerade juridik på Turins universitet och under andra världskriget tjänstgjorde han på östfronten och i Nordafrika. Hans liv fram till 40 års ålder kännetecknades av en playboy- och jetsetlivsstil  innan han tog över ledningen av Fiat. Han byggde upp en konstsamling och höll sig med flera hus, yachter och privatjet. 1952 skadade han sig i en bilolycka i Monte Carlo.

### Fiat
Agnelli blev vicepresident i Fiat 1953 som då leddes av Vittorio Valetta efter farfaderns död 1945. Agnelli tog över ledningen av Fiatkoncernen 1966. Under hans ledning fortsatte Fiat att växa och bredda sin verksamhet, bland annat genom skapandet av Iveco samt förvärv av tillverkare som Lancia (1969) och Alfa Romeo (1986). Fiat kom också att expandera genom licenstillverkning i bland annat Spanien, Polen, Sovjetunionen och Jugoslavien. Fiat kom också att köpa bolag inom bankväsendet, försäkringsbranschen, flygindustrin (Aeritalia), telekommunikation, militärindustrin samt dagstidningen La Stampa. Gianni Agnelli var en av de mest kända italienarna utomlands och hade ett stort politiskt och ekonomiskt inflytande i hemlandet. 1974 utsågs han till ordförande för Confindustria, den italienska arbetsgivarorganisationen.
Fiat var mycket framgångsrikt under 1980-talet men under 1990-talet blev tiderna sämre för koncernen som tappade stora marknadsandelar i den italienska hemmamarknaden. 2000 såldes delar av bolaget till General Motors. Agnelli lämnade ledningen av Fiat 1996.

### Stilikon
Agnelli kom att bli en stilikon och har inspirerat herrmodet i många år. Hans stil utmärkte sig för klassiska kostymer kombinerade med personliga detaljer. Han var bland annat känd för att ha sitt armbandsur på utsidan av skjortan.

### Familj

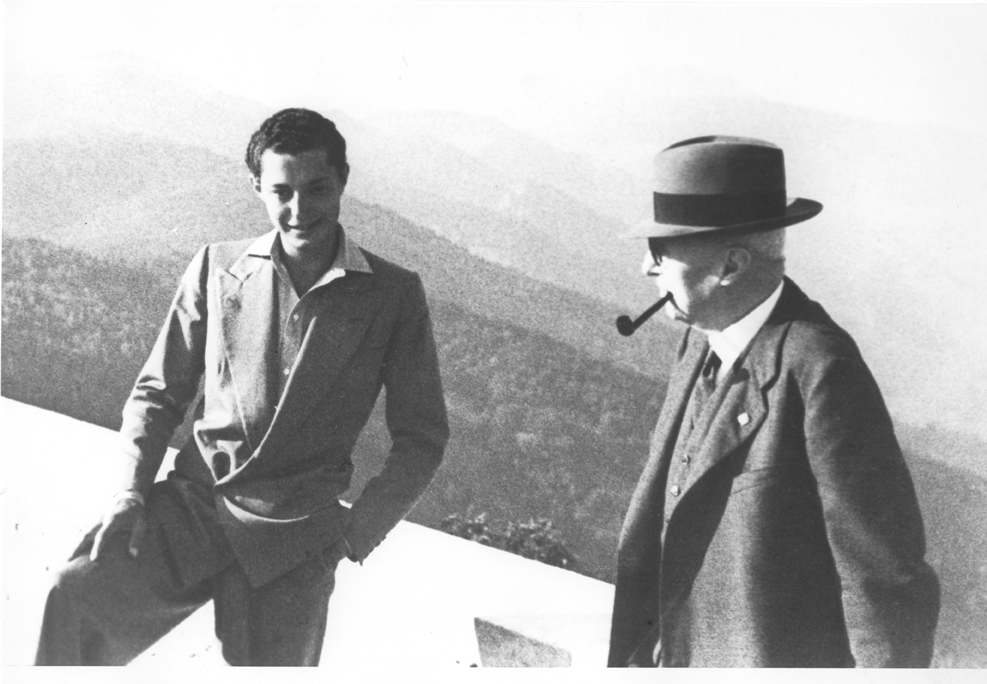
Giovanni Agnelli.

Han var bror till Clara Agnelli (f. 1920, gift med prins Tassilo zu Fürstenberg samt mor till Egon von Fürstenberg och Ira von Fürstenberg), Susanna Agnelli (1922–2009), Maria Sole Agnelli (f. 1925), Cristiana (f. 1927) gift med greve Brandolino Brandolini d'Adda, Giorgio Agnelli (1929–1965) och Umberto Agnelli (1934–2004).
Agnelli var gift med prinsessan Marella Caracciolo di Castagneto (1927–2019) från 1953 fram till sin död. Med henne hade han sonen Edoardo Agnelli (1954–2000) och en dotter. Barnbarnet John Elkann, son till Margherita Agnelli de Pahlen, tog över kontrollen av familjens ägande efter hans död.